# Quartetto per archi n. 22 (Mozart)
Il Quartetto per archi n. 22 in si bemolle maggiore K. 589 è il secondo dei tre quartetti d'archi (K 575, K 589, K 590) che Wolfgang Amadeus Mozart scrisse fra il giugno 1789 e il giugno 1790 su commissione da parte dell'allora re di Prussia, Federico Guglielmo II. L'ordinazione pervenne a Mozart durante il viaggio che egli fece a Berlino nell'aprile 1789; il re Federico Guglielmo II, che era un buon suonatore di violoncello, commissionò a Mozart sei quartetti per archi, ma il musicista ne portò a compimento soltanto tre, che a causa della loro origine sono comunemente soprannominati "Quartetti prussiani"; le tre partiture sono caratterizzate dal ruolo importante che in esse è attribuito alla parte del violoncello. È stato ipotizzato che, ad un certo punto, Mozart si sia stancato di dover ottemperare alla condizione, postagli dal sovrano, di privilegiare la parte del violoncello, e che tale insofferenza sia stata un motivo per il quale l'ordinazione rimase parzialmente inevasa.
Mozart compose il Quartetto K. 589 nel maggio del 1790, subito dopo Così fan tutte.
Il primo movimento, Allegro, è in forma-sonata. Nessuno dei due temi è particolarmente caratterizzato: il primo tema è diviso in due parti, la prima in semicrome e la seconda in terzine affidata al primo violino con una risposta del violoncello; il secondo tema, in Fa maggiore, è anch'esso esposto dal violoncello. Lo sviluppo è basato sul primo tema e inizia in modo minore per proseguire con elementi d'imitazione a canone.
Il secondo movimento, di concezione assai semplice, è un Larghetto in mi bemolle maggiore, in forma-sonata ma senza sviluppo; vi ha grande rilievo il violoncello, con una melodia cantabile nel registro acuto.
Nel terzo movimento, Menuetto, è notevole il Trio in mi bemolle maggiore, molto esteso e di grande inventiva timbrica e armonica.
Il quarto e ultimo movimento, Allegro, è un rondò, in Si bemolle maggiore, in ritmo di sei ottavi, basato su di un unico tema principale; notevole l'audacia armonica di alcune modulazioni, che conducono il brano attraverso le tonalità successive di Fa maggiore, Re bemolle maggiore, Si bemolle maggiore e La minore; in proposito, Massimo Mila richiama il parere di alcuni musicologi i quali, in questo e in altri luoghi degli ultimi quartetti di Mozart, vedono significative anticipazioni dell'atonalità.